# Il giocatore occulto
Il giocatore occulto è un romanzo di Arturo Pérez-Reverte pubblicato nel 2010 in Spagna ed edito in Italia da Marco Tropea Editore lo stesso anno, nella traduzione di Roberta Bovaia.

## Personaggi
- Rogelio Tizón è l'implacabile commissario della polizia di Cadice – dai metodi non troppo ortodossi – ossessionato dalla caccia al criminale e dalla volontà di scoprire il disegno con cui agisce.
- Pepe Lobo è il capitano corsaro al comando di un cutter con otto cannoni che cerca in mare il colpo di fortuna che gli farà cambiare vita.
- Lolita Palma è la bella e prestigiosa armatrice, consacrata all'impresa di famiglia, con il suo sogno di amore impossibile.
- Simón Desfosseux è il capitano dell'artiglieria francese, a cui della guerra interessa soltanto la balistica, destinata a migliorare la gittata dei suoi obici.
- Gregorio Fumagal, spia francese e imbalsamatore.

## Personaggi secondari
- Don Hipólito Barrull, amico del commissario Rogelio Tizón, suo abituale avversario a scacchi.
- Maurizio Bertoldi, tenente dell'esercito francese, aiutante di Desfosseux.
- Emilio Sánchez Guinea, commerciante, amico e socio di Lolita Palma.
- Ricardo Maraña, ufficiale agli ordini di Pepe Lobo.
- Lorenzo Virués, capitano degli ingegneri dell'esercito spagnolo.
- Felipe Mojarra, salinaio che collabora con l'esercito spagnolo negli attacchi contro le truppe francesi.

## Trama
L'azione si sviluppa nella città di Cadice tra il 1811 e il 1812, durante l'assedio che la città subì ad opera delle truppe di Napoleone, nel corso della guerra d'indipendenza spagnola.
Non si tratta propriamente di un romanzo storico: i fatti reali sono solo lo sfondo sul quale si svolgono le azioni dei diversi personaggi che configurano una rete di storie che si incrociano. Dentro al romanzo coesistono diverse trame: poliziesca, d'avventura, d'amore, scientifica e di spionaggio.
Il filo conduttore è una serie di orrendi omicidi di giovani ragazze, frustate a morte, su cui indaga il commissario Tizón. La peculiarità di questi omicidi è che i corpi delle vittime vengono rinvenuti accanto ai luoghi in cui cadono le bombe francesi.
Mentre si sviluppa l'investigazione poliziesca, si narra la vita nella città, molto attiva e piena di forestieri tra i quali i deputati che si riuniscono per discutere della Costituzione spagnola del 1812 che stabilì il suffragio universale, la sovranità nazionale, la monarchia costituzionale, la separazione dei poteri, la libertà di stampa, la distribuzione della terra e la libertà di impresa.

## Curiosità
In Italia l'uscita del libro è stata accompagnata dal lancio del sito internet ufficiale all'interno del quale è stata realizzata una sezione denominata Dossier occulti a cui si accede inserendo la risposta a una domanda, ricavabile dalla lettura del romanzo.
All'interno di questa sezione i lettori del romanzo possono collaborare per ricostruire i profili dei personaggi e dei luoghi, il quadro storico e le vicende del romanzo e possono elaborare ipotesi e sviluppi alternativi a quelli esposti dall'autore.

## Edizioni
- Arturo Pérez-Reverte, Il giocatore occulto, traduzione di Roberta Bovaia, Marco Tropea, 2010,  pp. 640, cap. 18 + epilogo, ISBN 978-88-558-0145-4.